# Брун ам Гебирге
Брун ам Гебирге град је у Аустрији, смештен у источном делу државе, југозападно од главног града Беча. Значајан је град у покрајини Доњој Аустрији, у оквиру округа Медлинг.
Брун ам Гебирге се налази близу Беча, па овај некада засебан градић последњих деценија прерастао у бечко предграђе и летњиковац.

## Природне одлике
Брун ам Гебирге се налази у источном делу Аустрије, на 20 км југозападно од главног града Беча.
Град Брун ам Гебирге се образовао на месту где источни огранци Бечке шуме, као претходнице Алпа, дотичу обод Бечке котлине. Надморска висина града је око 220 m. Градска околина је брдовита и позната по виноградима.

## Становништво
| 1971. | 1981. | 1991. | 2001. | 2011.  | 2022.  |
| ----- | ----- | ----- | ----- | ------ | ------ |
| 7.080 | 7.975 | 8.573 | 9.422 | 11.308 | 12.045 |

Данас је Брун ам Гебирге град са око 12.000 становника. Последњих деценија број градског становништва се значајно повећава услед ширења градског подручја Беча.

## Галерија
- Улица са кућама у сецесији
- Главна римокатоличка црква
- Градски дом културе